# Колесников, Венедикт Андреевич
Венеди́кт Андре́евич Коле́сников (25 марта [6 апреля] 1895, Гусев, Маньковское сельское поселение — 17 мая 1978, Москва) — учёный в области плодоводства, доктор сельскохозяйственных наук (1947 год), профессор, член-корреспондент ВАСХНИЛ (1960 год), заслуженный деятель науки и техники РСФСР (1965 год).
Зять известного русского химико-физика Ивана Каблукова.

## Деятельность
Окончил Петровскую сельскохозяйственную академию и работал в ней ассистентом в 1923—24 годах. Заведующий кафедрой плодоводства Кубанского Сельскохозяйственного института в 1927—1931 годах и кафедрой плодоводства Крымского сельскохозяйственного института в 1932—1940 и 1945—1950 годах.
Во время Великой Отечественной войны работал в Азербайджане (1941—42 годы) и в Дагестане (1943—44). В 1951—1973 годах заведующий кафедрой плодоводства Московской сельскохозяйственной академии им. К. А. Тимирязева.
Автор более 350 научных трудов, 26 из которых опубликованы за рубежом. Подготовил более 50 докторов и кандидатов наук, в том числе из Румынии, Чехословакии, Вьетнама, Индии, Сирии, Польши, Венгрии.
Научные исследования в основном посвящены изучению взаимосвязи надземной и корневой систем, им предложен и усовершенствован метод «вольного монолита», применяемый при изучении корневых систем плодовых и ягодных культур. Его монографии «Корневая система плодовых растений» и «Частное плодоводство» широко используются в качестве учебных пособий в сельскохозяйственных вузах до сих пор.

## Память и заслуги
- В 1972 году получил степень Почётного доктора наук Варшавской высшей сельскохозяйственной школы.
- В 1973 году награждён Золотой медалью им. И. В. Мичурина.
- В 17-м корпусе Московской сельскохозяйственной академии им. К. А. Тимирязева установлена мемориальная доска.

## Избранная библиография
- Орехоплодные культуры / Соавт. А. А. Рихтер. — Симферополь, 1952. — 184 с.
- Календарь-справочник садовода-любителя. — М.: Изд-во МСХ СССР, 1959. — 495 с.
- Плодоводство: [Учеб.] для плодоовощных фак. с.-х. вузов / Соавт.: А. Г. Резниченко и др. — 2-е перераб. изд. — М.: Колос, 1966. — 431 с.
- Биологические и агротехнические основы ежегодных урожаев плодовых и ягодных культур. — М.: Россельхозиздат, 1968. — 115 с.
- Корневая система плодовых и ягодных растений. — М.: Колос, 1974. — 509 с.